# Fugloy

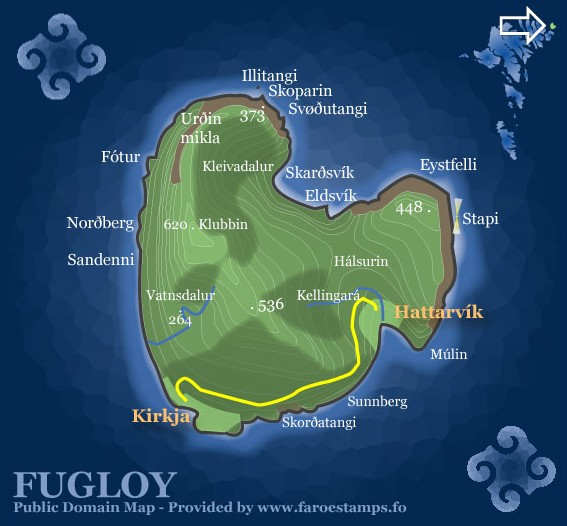
Mapa Fugloy

Fugloy (far. wym. [ˈfʊgːlɔi], duń. Fuglø) – jedna z wysp Norðoyar wchodzących w skład archipelagu Wysp Owczych. Nazwa jej oznacza Wyspa Ptaków. Są na niej trzy góry: Klubbin (621 m n.p.m.), Mikla (620) oraz Norðberg (549), a także dwie rzeki. Trzydziestu trzech ludzi daje wyspie 13. miejsce w tej kategorii, a powierzchnia 11,2 km², 11. miejsce. Populacja wyspy stale spada, co doskonale można zaobserwować na przykładzie wioski Hattarvík, jednej z dwóch prócz Kirkji osad na Fugloy. W 2002 było tu jeszcze 17 ludzi natomiast dwa lata później już tylko 5. W Kirkji mieszka 28 ludzi. Na wschodzie są klify Eystelli, przy których wybudowana została latarnia morska.
Według legend dawno temu na wyspie działać miała szajka przestępcza, która skontrolowała okoliczne tereny. Dziś uznawani są oni za farerskich separatystów.